# Бърди
Джазмин Лусила Елизабет ван ден Богаарде (на английски: Jasmine Lucilla Elizabeth Jennifer van den Bogaerde), позната под името Бърди, е английска поп певица и текстописка.
Печели състезанието Open Mic UK през 2008 г., когато е на 12 години. Дебютният ѝ сингъл, кавър на песента на Бон Ивер „Крехка любов“ (Skinny Love) прави изключителен пробив в класациите из цяла Европа и печели 6 пъти платинен статус в Австралия. Едноименният ѝ дебютен албум „Бърди“ (Birdy) излиза на 7 ноември 2011 г. и е споходен от същия успех, като достига № 1 в класациите на Австралия, Белгия и Нидерландия. Вторият ѝ студиен албум „Огънят отвътре“ (Fire Within) се появява в Обединеното кралство на 23 септември 2013 г. През 2014 г. е номинирана за „Най-добра британска певица“ на британските музикални награди 2014 Brit awards. Третият ѝ студиен албум „Красиви лъжи“ излиза на 25 март 2016 г.

## Ранни години
Бърди е родена на 15 май 1996 в Лимингтън, Хемпшир, Англия. Баща ѝ се казва Рупърт Оливър Бенджамин Богаарде, а майка ѝ Софи Патриция (по баща Роупър-Кързон) е концертиращ пианист. Бърди се научава да свири на пиано, когато е на седем години, и започва да композира собствени произведения на осем. Родителите ѝ се женят през 1995 г. и имат още две деца: Джейк, роден през 1997 и Кейтлин, 1999. От 2013 Бърди учи в колежа Брокенхърст (Brockenhurst College) в шестгодишна форма на обучение в Ню Форест (New Forest). Нейният дядо е капитан Джон Кристофър Инграм Роупър-Кързон, 20-ият Барон Тейнам (Baron Teynham), член на Британската аристокрация (Peerage of the United Kingdom). Бърди израства в семейното имение близо до Лимингтън. Тя е от английски, белгийски (флемиш), нидерландски и шотландски произход. 